# 木暮武彦
木暮 武彦（こぐれ たけひこ、1960年3月8日 - ）は、日本のロック・ギタリスト。木暮"shake"武彦名義で活動する。通称シャケ。東京都杉並区生まれ。武南高等学校卒業、国士舘大学中退。元レベッカ、RED WARRIORSなどのメンバー。
私生活では2度の離婚歴があり、最初の妻は元レベッカのNOKKO、2番目の妻は歌手のチエ・カジウラである。カジウラとの間にもうけた娘は女優の杉咲花。現在は一般女性と再々婚をしており、息子もいる。

## 略歴
- 13歳でフォークギターを弾き始め、15歳の時友人がエレキギターを弾くのに衝撃を受け、以後ロックに夢中になる[1]。

- 高校時代は一年生の夏まで野球部に所属していた[2]

### 1980年代
- 1984年、レベッカのメンバーとしてデビュー。レベッカというバンド名の名付け親でもある。曲作りでも中心的な役割を担ったが、2枚のアルバム発表後脱退した。

- 1985年、田所豊（ダイアモンド☆ユカイ）らとRED WARRIORSを結成し、翌年に再デビュー。レベッカと同じRで始まるように命名した。1989年の解散までに、オリジナル・アルバム4枚とライヴ・アルバム1枚発表。

- 1989年に渡米[1]。

### アメリカ時代
- 1990年、渡米初期バンド活動のナンバーを含んだソロ名義アルバム『EARLY L.A.WORKS』を日本コロムビア・BODYレーベルが発表。本人にとってリリースは本意でなかったため、のちに「これは私生児のようなアルバムだ」と語る。

- 元BOWWOW/VOW WOWの厚見玲衣らと共に、多国籍バンドCASINO DRIVEを結成。

- 左腕に「CASINO DRIVE」のタトゥーを入れる。後年本人は「イノセントだったんだろうね」と語っている。

- 『FEVER VISIONS』（1992年）、『エデンの裏口から』（1994年）の2枚のアルバムをポニーキャニオンより発表。ヴォーカルのケネス・アンドリューが2ndアルバム制作前に脱退し、その後木暮はキャリア上初めてアルバム単位のリード・ヴォーカルを務めることとなる。

- JAPAN TOUR以後、CASINO DRIVEの活動を停止。そのまま帰国。

### 帰国後
- 1995年、プロジェクト、サイコデリシャスを立ち上げる。ポニーキャニオンより1stアルバム『不思議な旅』発表。並行してRED WARRIORSの活動も続ける。

- 1999年、インディーズレーベルより2ndアルバム『真夜中の太陽』発表。

- 2001年、『真夜中の太陽』を再録音、リミックス、ナンバー入れ換えなどした上でImagineレーベルより『一人だけの世界』として再発表。

- 2003年、山梨県富士河口湖町に移住[1][3]。初の完全インストゥルメンタルであるサイコデリシャス3rdアルバム『Living in Celebration』発表。

- 2006年、Mt.DELICIOUSを結成し、『夜明けのドラゴン』発表。

- 2011年、アルバム『水と光の魔法』発表。Mt.DELICIOUSを休止。

- 2013年、アルバム『儚（はかない）』発表。

- 2014年、アルバム『透明な夜』発表。
- 2016年、アルバム『惑星にて』発表 [4]。
- 2019年、アルバム『楽園の向こう側』発表[5]。

## ディスコグラフィ

### アルバム
| 発売日         | タイトル         | 規格 | 規格品番   | レーベル                |
| -------------- | ---------------- | ---- | ---------- | ----------------------- |
| 1994年11月21日 | EARLY L.A.WORKS  | CD   | COCA-12148 | 日本コロムビア / ボディ |
| 2011年11月16日 | 水と光の魔法     | CD   | CS-1154    | クリアスカイ            |
| 2013年10月9日  | 儚               | CD   | CS-1155    | クリアスカイ            |
| 2014年12月3日  | 透明な夜         | CD   | CS-1156    | クリアスカイ            |
| 2015年7月15日  | 浮遊 ～ Floating | CD   | CS-1157    | クリアスカイ            |
| 2016年12月21日 | 惑星にて         | CD   | CS-1158    | クリアスカイ            |
| 2020年11月25日 | Birthday Song    | CD   | CS-1162    | クリアスカイ            |
| 2020年11月26日 | 楽園の向こう側   | CD   | CS-1160    | クリアスカイ            |